# Alcithoe knoxi
Alcithoe knoxi là một loài ốc biển sâu, là động vật thân mềm chân bụng sống ở biển trong họ Volutidae, họ ốc dừa
.